# George Lepauw
George Lepauw, né le 6 juin 1981 à Paris est un pianiste et acteur de la culture franco-américaine.

## Biographie

### Famille
George Lepauw est le fils de Didier Lepauw membre fondateur et premier violon de l'Orchestre de Paris, lui-même fils du violoniste de l'orchestre de l'opéra de Paris  Roger Lepauw. La sœur de George Lepauw, Consuelo est également violiniste à Chicago ; leur mère, Jane Lepauw, est écrivain et activiste des droits civiques.

### Formation
George Lepauw effectue ses études musicales au Conservatoire Rachmaninoff à Paris. Il est ensuite élève d’Aïda Barenboim, Elena Varvarova, Brigitte Engerer, Rena Shereshevskaya, Vladimir Krainev, Eteri Andjaparidze, James Giles, Ursula Oppens, Earl Wild. Il intègre Georgetown University (histoire et littérature) à Washington et le Conservatoire de Northwestern University à Chicago, dont il est diplômé.

### Réception
George Lepauw donne de nombreux concerts. Il reçoit des avis positifs de la critique, il est nommé Citoyen de l'année par le Chicago Tribune en 2012, qui lui décerne le terme de « pianiste prodigieux » ; le New York Times salue sa « sonorité chantante » ; BBC Music Magazine et Piano News Magazine (Allemagne) trouvent « exceptionnels » ses albums Bach et Debussy.

## Discographie
- Debussy, Préludes (août 2007, Orchid Classics ORC100141) (OCLC 1228908892 et 1245962907). Album publié en 2022, à l'occasion du 160e anniversaire de la naissance de Debussy.
- Bach, Le Clavier bien tempéré (21-26 août 2017, 5 CD Orchid Classics) (OCLC 1335886516)[3]
- Beethoven, Variations Diabelli (2020, Orchid CLassics) (OCLC 1245963255)[4]